# 来賀友志
来賀 友志（くが ともし、1956年11月11日 - 2022年5月8日）は、日本の漫画原作者・編集者。本名は江畑博之。他名義として、注連木 賢（しめのぎ けん）、五條 敏（ごじょう びん）がある。鹿児島県出身。ラ・サール中学校・高等学校、早稲田大学卒。

## 概要
竹書房『近代麻雀』の編集長を経て劇画原作者になる。1983年、読切「牌のレクイエム」（作画：嶺岸信明　『別冊近代麻雀』1983年12月号-1984年1月号掲載）を発表しデビュー。代表作は『天牌』（嶺岸信明作画）。
手掛ける作品は麻雀を題材にした作品が主だが、ヤクザ物やアクション物なども発表している。
漫画の原作のほかにも、フジテレビONEで放送されている麻雀バラエティ番組『極雀』に4度出場し全て優勝の偉業を成し遂げている。過去にはMONDO21の麻雀番組の実況なども務めた。
2022年4月28日に自身のTwitter投稿で急性リンパ性白血病と診断され、緊急入院したことを公表していたが、同年5月8日18時34分に死去した。65歳だった。訃報は同月10日に次男によるFacebookへの投稿で公表された。

## 作品リスト

### 来賀友志名義
- あぶれもん（作画：嶺岸信明）
- ハッカー（作画：峰岸とおる）
- ばっくれ（作画：渡辺みちお）
- スタント（作画：渡辺みちお）
- 革命トライアングル（作画：渡辺みちお）
- 麻雀蜃気楼（作画：甲良幹二郎）
- ナイトストーン（作画：神江里見）
- てっぺん（作画：嶺岸信明）
- 伝授 平成ヘタ殺し（作画：本そういち）
- 指して刺す（作画：神田たけ志）
- 投了すっか!（作画：神田たけ志）
- 俺の選択（作画：カツミ）
- 天牌（作画：嶺岸信明）
  - 天牌外伝（作画：嶺岸信明）
  - 天牌列伝（作画：嶺岸信明）
- SHIN-DO（作画：ナカタニD.）
- カリスマ（作画：花小路小町）
- ギアな風牌（作画：市川智茂）
- 麻雀群狼記 ゴロ（作画：嶺岸信明）
- 雀首（作画：旭凛太郎）
- 修羅の舞（作画：山口正人）

### 注連木賢名義
- 麻雀風天伝説 鉄砲（作画：嶺岸信明）
- 靖逆の犬（作画：原田久仁信）

### 五條敏名義
- 無法者（作画：沢本英二郎）
- ステップ（作画：一の瀬正）

### 原作者クレジットなし
- ザ・ライブ（作画：神田たけ志）
- 世紀末博狼伝サガ（作画：宮下あきら）